# Ptghni
Ptghni (en arménien Պտղնի) est une communauté rurale du marz de Kotayk, en Arménie. Elle compte 1 395 habitants en 2008.
Les ruines de la basilique Ptghnavank des VIe - VIIe siècles y sont situées.